# Подарок молодым хозяйкам
«Пода́рок молоды́м хозя́йкам, или Сре́дство к уменьше́нию расхо́дов в дома́шнем хозя́йстве», или просто «Пода́рок молоды́м хозя́йкам» — кулинарная книга, написанная классиком русской кулинарной литературы, Е. И. Молоховец (1831—1918), и впервые изданная 20 мая 1861 года. Книга пережила десятки переизданий и была одной из самых популярных книг в дореволюционном домашнем хозяйстве. За 50 лет с момента выхода первого издания тираж составил 300 тыс. экземпляров.
Основную часть книги составляет сборник разнообразных рецептов домашней кухни, число которых постоянно изменялось в связи с тем, что Молоховец вносила изменения и дополнения в каждое новое издание. Издание 1861 года насчитывало около 1500 рецептов, в издании 1897 года их было уже 3218. Издание 1904 года (24-е) насчитывало 4163 рецепта. Среди рецептов, описываемых в книге, имеются как простые, так и изысканные дорогие блюда, такие как молочный поросёнок, стерляжья уха с прокипячённым шампанским «Клико» или налимьими печёнками, паштет из раков, блюда из дичи и другие.
Книга делится на 55 «отделов»:
- Часть I
- Предисловие
- отдел I: Оснавные данные, меры, вес, разбор животных, подходов и правил приготовления пищи
- отдел II: Различные меню
- отдел III: Супы
- отдел IV: Принадлежности к супу
- отдел V: Соусы или подливки
- отдел VI: Кушанья из овощей и зелени и разные к ним гарниры
- отдел VII: Говядина, телятина, баранина, поросёнок, свинина, заяц
- отдел VIII: Домашния птицы и дичь
- отдел IX: Рыбы
- отдел X: Салаты к мясным и рыбным жарким
- отдел XI: Пироги и паштеты
- отдел XII: Заливное, майонез и прочия холодныя кушанья к обеду и завтраку
- отдел XIII: Пудинги, шарлотки, суфле, воздушные пироги и прочее
- отдел XIV: Кушанья из яблок
- отдел XV: Блинчики, блины русские, гренки. Кушанья из яиц.
- отдел XVI: Колдуны, пельмени, варенки, вермишель или лапша, лазанки, макароны, сырники, клёцки и прочее
- отдел XVII: Каши
- отдел XVIII: Вафли, трубочки, облатки, хворост, оладьи
- отдел XIX: Сладкие пироги и пирожки, ватрушки, петешу, пышки или пончки, драчены и прю разнородныя мучныя кушанья
- отдел XX: Мороженое, кремы, зефиры, муссы, бланманже, кисели, компоты, молочные заварные кремы
- отдел XXI: Торты
- отдел XXII: Мазурки и прочее мелкое пирожное
- отдел XXIII: Стол вегетариянский
- Постный стол
- отдел XXIV: Закуска холодная
- отдел XXV: Постные супы
- отдел XXVI: Принадлежности к супу
- отдел XXVII: Постные соуса иначе подливки к рыбе, к рыбным, рисовым, картофельным котлетам, к пудингам
- отдел XXVIII: Постныя кушанья из овощей и зелени
- отдел XXIX: Постный рыбныя кушанья
- отдел XXX: Салаты к рыбным жарким
- отдел XXXI: Постные паштеты, майонезы, заливное и прочее холодныи блюда
- отдел XXXII: Постные пудинги
- отдел XXXIII: Постные русские блины, гренки, трубочки, пельмени, варенки, ламанцы и каши
- отдел XXXIV: Постное мороженое, крем, желе, мусс, бланманже, кисели и компоты
- отдел XXXV: Постные сладкие пироги и пирожное
- отдел XXXVI: Постное печенье к чаю и кофе
- отдел XXXVII: Сервировка стола и блюд
- отдел XXXVIII: Исправка вкравшихся ошибок и неточностей, дополнение и прибавление
- Часть II
- отдел XXXIX: Бабы малоросийския и польския на дрожжах, бабы на сбитых белках, булки и куличи, струцели, мазурки, пляцки, схари, крендели и прочее мелкое печенье к чаю, кофе и шоколаду
- отдел XL: Пасхи и крашенныя яйца
- отдел XLI: Пряники
- отдел XLII: Варенье, желе, сироп, консервы, варенье для украшения тортов
- отдел XLIII: Сок без сахара, сок для мороженнаго, консервы
- отдел XLIV: Наливки, вишняк, шиповка, водица
- отдел XLV: Водки без сахара, водки сладкия, ликеры, пунши и разное питье
- отдел XLVI: Квас, пиво, мёд
- отдел XLVII: Загатовка уксуса, горчицы, постнаго масла, разных круп и крахмала
- отдел XLVIII: Сливочное и прочее масло, сыр, молоко, сливки, яйца
- отдел XLIX: Дрожжии, хлеб
- отдел L: Разные запасы из фруктов и ягод
- отдел LI: Запасы из овощей и зелени
- отдел LII: Сбережение, исправление, соление, сушение, маринование и копчение рыб, дичи и домашних птиц
- отдел LIII: Запасы из говядины, телятины, баранины и свинины
- отдел LIV: 1) Пять планов удобных квартир, 2) Устройство кухни, 3) Кухонная посуда, 4) Новейшия принадлежности обеденнаго и чайнаго стола
- отдел LV: Чистка кухонной, столовой и чайной посуды

В книге имеются отделы, посвящённые технике и различным нюансам приготовления блюд, рабочим инструментам, посуде, печам, отношениями с прислугой, таблицы мер и весов, сервировке стола, вегетарианским и постным меню, питательной ценности продуктов и прочим полезным советам. Также даются рекомендации по экономии средств и времени приготовления пищи.

Книга «Подарок молодым хозяйкам» оказалась чрезвычайно успешным коммерческим проектом <…> Деятельность мошенников облегчалась тем, что первые издания книги были подписаны не полным именем, а четырьмя буквами «Е. М…цъ». Московский книгопродавец Иогансон за 500 руб. нанял какого-то учителя, который составил компиляцию и назвал её «Настоящий подарок молодым хозяйкам», а на титульном листе вместо имени автора стояли буквы «Е. М…нъ». <…> Для борьбы с фальшивыми изданиями Елена Ивановна начала подписывать книги полным именем. Это слабо помогало. Вскоре появился «Новый подарок молодым хозяйкам» Е. Морович, затем «Дорогой подарок молодым хозяйкам» Малковец и, наконец, «Полный подарок молодым хозяйкам», в качестве автора которого был указан Мороховцев. На последней книге было написано, что она выходит уже седьмым изданием при общем тираже 200 000 экземпляров. <…> Фальшивые книги стоили значительно дешевле, чем оригинальные сочинения Молоховец, и она сетовала, что читатель может решить, будто книга перестала пользоваться спросом и автор распродаёт её по дешёвке. <…> Спустя три года появилась «Новейшая поварская книга», составленная НЕ Молоховец. Литеры «НЕ» могли читаться и как инициалы автора, после которых нерадивый типограф забыл поставить точки, и как издевательское указание на то, что Елена Молоховец к книге отношения не имеет.

В советскую эпоху книга, рассчитанная на средний класс и аристократию, была обвинена в «буржуазности» и «декадентстве». Тем не менее, она продолжала пользоваться популярностью.
В 1939 году тиражом 100 тыс. экземпляров вышло первое издание знаменитой и богато иллюстрированной «Книги о вкусной и здоровой пище», призванной полностью заменить «морально устаревшую» книгу «Подарок для молодых хозяек…» и удовлетворить запросы домохозяек Советского Союза.
В настоящее время старые экземпляры книги, изданные до революции, представляют собой антикварную букинистическую ценность. Книга целиком и отдельные рецепты из неё снова издаются современными российскими издательствами.
- 1861 — Подарок молодым хозяйкам, или Средство к уменьшению расходов в домашнем хозяйстве. / Е.Молоховец.
- 1866 — Подарок молодым хозяйкам, или Средство к уменьшению расходов в домашнем хозяйстве. / Е.Молоховец. 2-е издание, дополненное — СПб:
- 1868 — Подарок молодым хозяйкам, или Средство к уменьшению расходов в домашнем хозяйстве. / Е.Молоховец. 3-е издание, дополненное — СПб: Печатня В. И. Головина
- 1871 — Подарок молодым хозяйкам, или Средство к уменьшению расходов в домашнем хозяйстве. / Е.Молоховец. 5-е издание, — СПб: в типогрaфии B. Бeзобpазoва и Кoмп. (Baс. Oстp., 8 л., № 45).
- 1875 — Подарок молодым хозяйкам, или Средство к уменьшению расходов в домашнем хозяйстве. / Е.Молоховец. 7-е издание, дополненное — СПб: в типографии О.И. Бакста, Захарьевская д. №7
- 1878 — Подарок молодым хозяйкам, или Средство к уменьшению расходов в домашнем хозяйстве. / Е.Молоховец. 8-е издание, дополненное — СПб: типография М.И. Попова. Поварской пер. д. №2
- 1881 — Подарок молодым хозяйкам, или Средство к уменьшению расходов в домашнем хозяйстве. / Е.Молоховец. 9-е издание, дополненное — СПб: Книжный склад „Российской библиографии“, 1881
- 1883 — Подарок молодым хозяйкам, или Средство к уменьшению расходов в домашнем хозяйстве. / Е.Молоховец. 10-е издание, исправленное и дополненное — СПб: типография Деклерона и Евдокимова / типография товарищества «Общественная Польза»
- 1885 — Подарок молодым хозяйкам, или Средство к уменьшению расходов в домашнем хозяйстве. / Е.Молоховец. 11-е издание, исправленное и дополненное — СПб: типо-литография И.Е. Морозова
- 1888 — Подарок молодым хозяйкам, или Средство к уменьшению расходов в домашнем хозяйстве. / Е.Молоховец. 14-е издание — СПб: Типо-лит. Х.Ш. Гельперн
- 1889 — Подарок молодым хозяйкам, или Средство к уменьшению расходов в домашнем хозяйстве. / Е.Молоховец. 15-е издание — СПб: типография Дома Призрения Малолетних Бедных
- 1890 — Подарок молодым хозяйкам, или Средство к уменьшению расходов в домашнем хозяйстве. / Е.Молоховец. 16-е издание — СПб: типография Дома Призрения Малолетних Бедных
- 1894 — Подарок молодым хозяйкам, или Средство к уменьшению расходов в домашнем хозяйстве. / Е.Молоховец. 17-е издание — СПб: типография Дома Призрения Малолетних Бедных
- 1894 — Подарок молодым хозяйкам, или Средство к уменьшению расходов в домашнем хозяйстве. / Е.Молоховец. 18-е издание — СПб: типография Дома Призрения Малолетних Бедных
- 1895 — Подарок молодым хозяйкам, или Средство к уменьшению расходов в домашнем хозяйстве. / Е.Молоховец. 19-е издание — СПб: типография Дома Призрения Малолетних Бедных, Лиговская ул. д. №26
- 1897 — Подарок молодым хозяйкам, или Средство к уменьшению расходов в домашнем хозяйстве. / Е.Молоховец. 20-е дополненное издание — СПб: типография Дома Призрения Малолетних Бедных
- 1899 — Подарок молодым хозяйкам, или Средство к уменьшению расходов в домашнем хозяйстве. / Е.Молоховец. 21-е издание — СПб: Калашниковская паровая типография А.Л. Трунова и К°
- 1901 — Подарок молодым хозяйкам, или Средство к уменьшению расходов в домашнем хозяйстве. / Е.Молоховец. 22-е издание, исправленное и дополненное — СПб: типография Н.Н. Клобукова, Пряжка, д. №3
- 1903 — Подарок молодым хозяйкам, или Средство к уменьшению расходов в домашнем хозяйстве. / Е.Молоховец. 23-е издание, исправленное и дополненное — СПб: типография Н.Н. Клобукова, Пряжка, д. №3
- 1905 — Подарок молодым хозяйкам, или Средство к уменьшению расходов в домашнем хозяйстве. / Е.Молоховец. 24-е издание, исправленное и дополненное — СПб: типография Н.Н. Клобукова, Лиговская д. №34
- 1907 — Подарок молодым хозяйкам, или Средство к уменьшению расходов в домашнем хозяйстве. / Е.Молоховец. 25-е издание, исправленное и дополненное — СПб: типография Н.Н. Клобукова, Пряжка, д. №3
- 1909 — Подарок молодым хозяйкам, или Средство к уменьшению расходов в домашнем хозяйстве. / Е.Молоховец. 26-е издание, исправленное и дополненное — СПб: типография 1-й СПб Трудовой Артели
- 1912 — Подарок молодым хозяйкам, или Средство к уменьшению расходов в домашнем хозяйстве. / Е.Молоховец. 27-е издание, исправленное и дополненное — СПб: типография 1-й СПб Трудовой Артели
- 1914 — Подарок молодым хозяйкам, или Средство к уменьшению расходов в домашнем хозяйстве. / Е.Молоховец. 28-е издание, исправленное и дополненное — СПб: типография 1-й СПб Трудовой Артели
- 1917 — Подарок молодым хозяйкам, или Средство к уменьшению расходов в домашнем хозяйстве. / Е.Молоховец. 29-е издание — Петроград: Издательство 1-й Петроградской Трудовой Артели, 1917. — с. — . —

29-е издание «Подарка молодым хозяйкам» (1917)
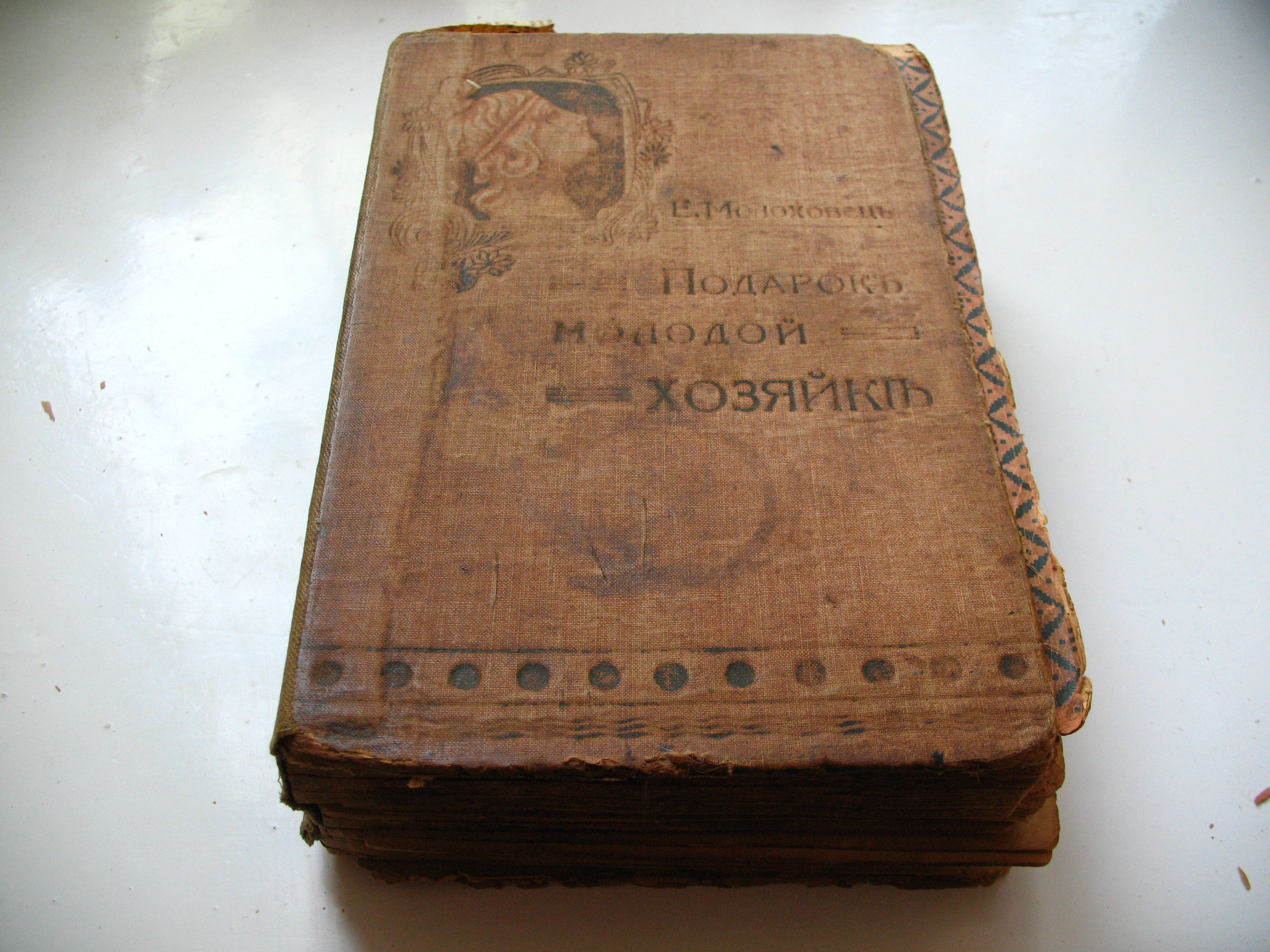
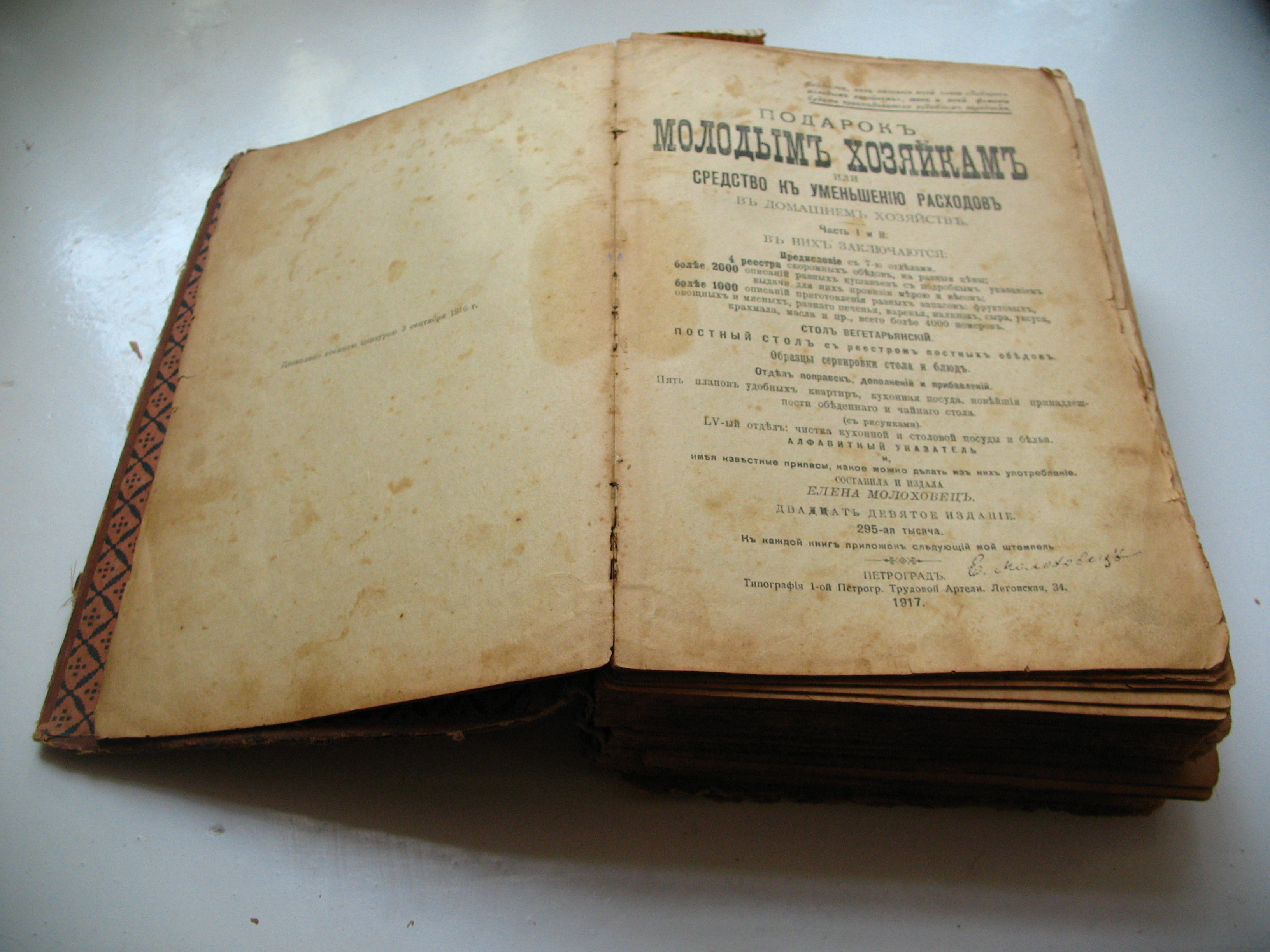
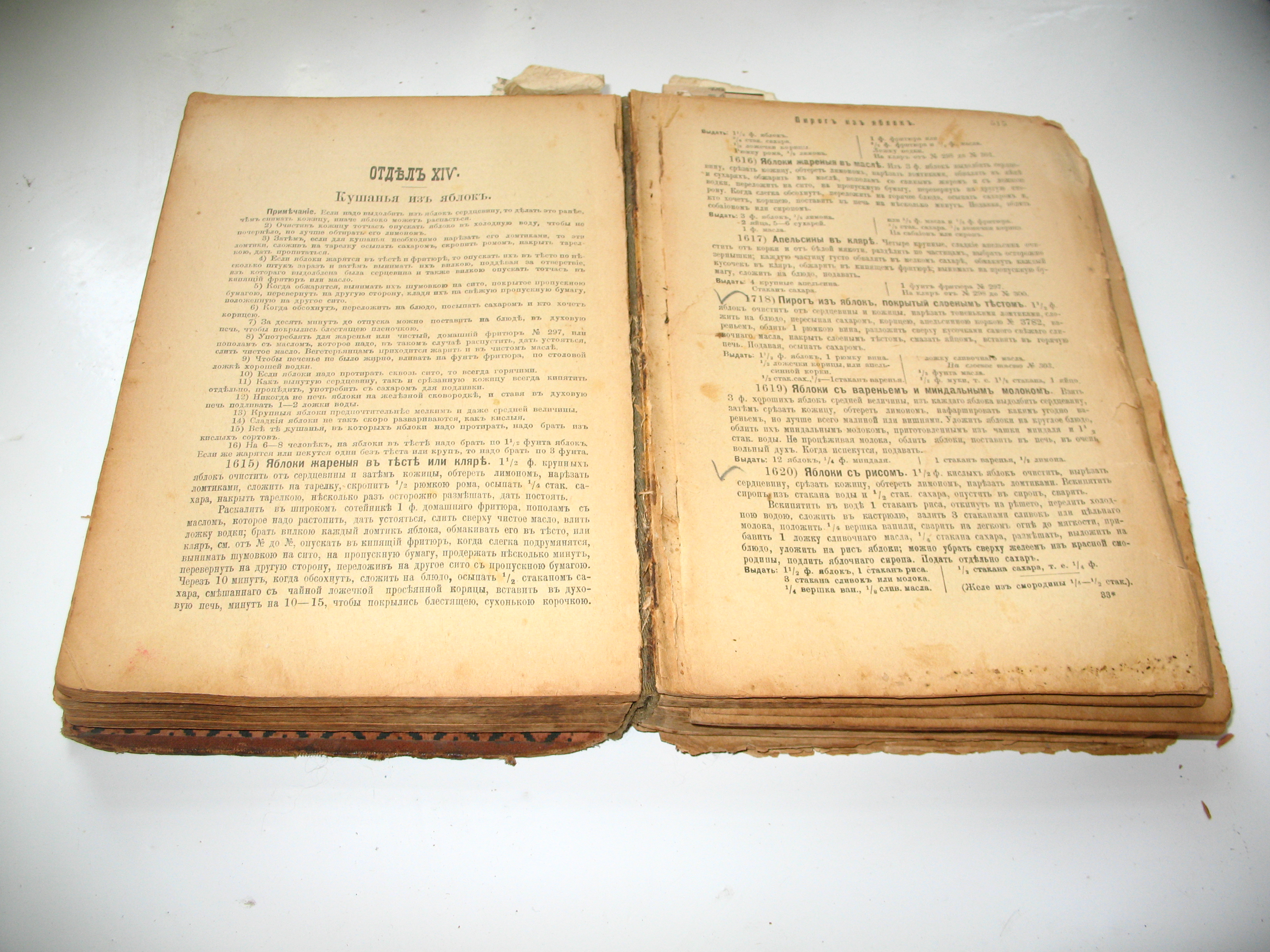